# Sterdyń (gmina)
Pour les articles homonymes, voir Sterdyń.
Sterdyń est une gmina rurale du powiat de Sokołów, Mazovie, dans le centre-est de la Pologne.
Son siège administratif (chef-lieu) est le village de Sterdyń, qui se situe environ 19 km au nord de Sokołów Podlaski (siège de la powiat) et 95 km au nord-est de Varsovie (capitale de la Pologne).
La gmina couvre une superficie de 130,03 km2 pour une population de 4 507 habitants en 2006.

## Géographie
La gmina inclut les villages et localités de :

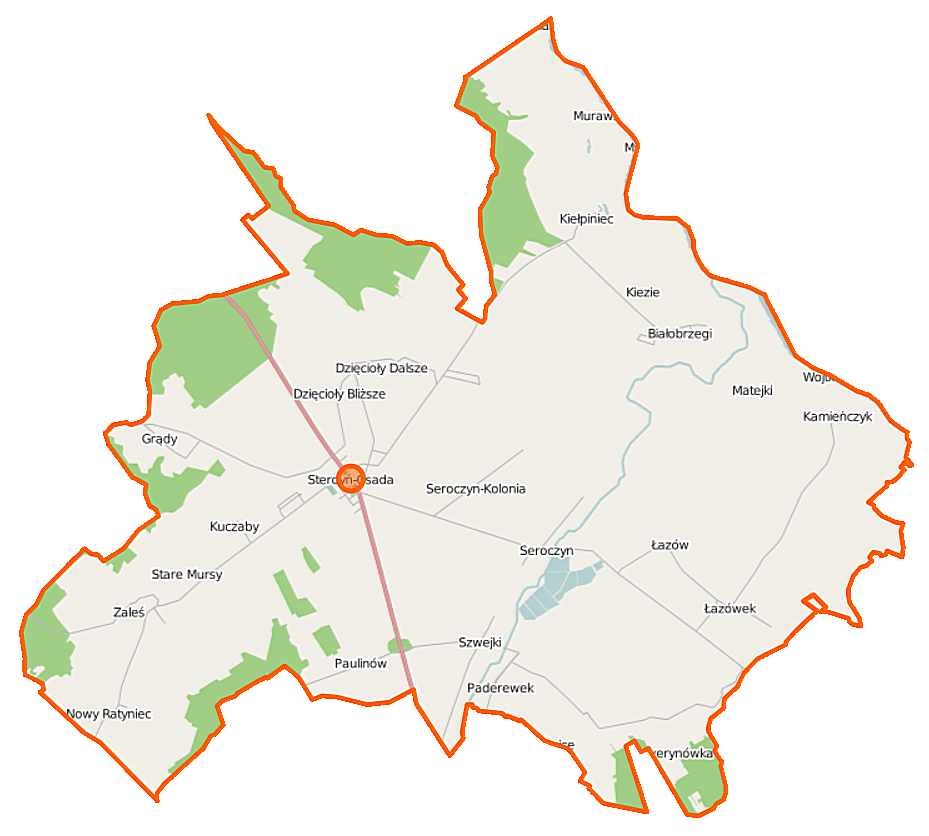
Plan de la gmina

- Białobrzegi
- Borki
- Chądzyń
- Dąbrówka
- Dzięcioły Bliższe
- Dzięcioły Dalsze
- Dzięcioły-Kolonia
- Golanki
- Grądy
- Granie
- Kamieńczyk
- Kiełpiniec
- Kiezie
- Kolonia Dzięcioły Dalsze
- Kolonia Kamieńczykowska
- Kolonia Kuczaby
- Kolonia Paderewek
- Kolonia Stary Ratyniec
- Kuczaby
- Łazów
- Łazówek
- Lebiedzie
- Lebiedzie-Kolonia
- Matejki
- Nowe Mursy
- Nowy Ratyniec
- Paderew
- Paderewek
- Paulinów
- Seroczyn
- Seroczyn-Kolonia
- Sewerynówka
- Stare Mursy
- Stary Ratyniec
- Stelągi
- Stelągi-Kolonia
- Sterdyń
- Szwejki
- Zaleś

### Gminy voisines
La gmina de Sterdyń est voisine des gminy suivantes :
- Ceranów
- Ciechanowiec
- Jabłonna Lacka
- Kosów Lacki
- Nur
- Sabnie
- Sokołów Podlaski

## Structure du terrain
D'après les données de 2002, la superficie de la commune de Sterdyń est de 130,03 km2, répartis comme telle :
- terres agricoles : 74 %
- forêts : 18 %

La commune représente 11,49 % de la superficie du powiat.

## Démographie
Données du 30 juin 2004 :
| Description        | Total  | Total | Femmes | Femmes | Hommes | Hommes |
| ------------------ | ------ | ----- | ------ | ------ | ------ | ------ |
| Unité              | Nombre | %     | Nombre | %      | Nombre | %      |
| Population         | 4 596  | 100   | 2 288  | 49,8   | 2 308  | 50,2   |
| Densité (hab./km²) | 35,3   | 35,3  | 17,6   | 17,6   | 17,7   | 17,7   |